# Хромой, Фёдор Давыдович
Фёдор Давыдович Хромой (Хромый) (умер 1483) — воевода и боярин на службе у великого князя московского Ивана III Васильевича.

## Семья
Внук Ивана Хромого, представитель семьи Давыдовых-Хромых небольшой отрасли потомков Акинфа Великого. Сын Давыда Ивановича Хромого. От брака с дочерью боярина Якова Захарьевича Кошкина имел двух сыновей Григория и Петра.

## Служба
В 1471 году Фёдор Хромой вместе с князем Даниилом Дмитриевичем Холмским участвовал в походе великого князя Ивана III Васильевича на Великий Новгород. Командуя передовым полком, воеводы Д. Д. Холмский и Ф. Д. Хромой разгромили 14 июля 1471 года новгородское ополчение в битве на реке Шелонь.

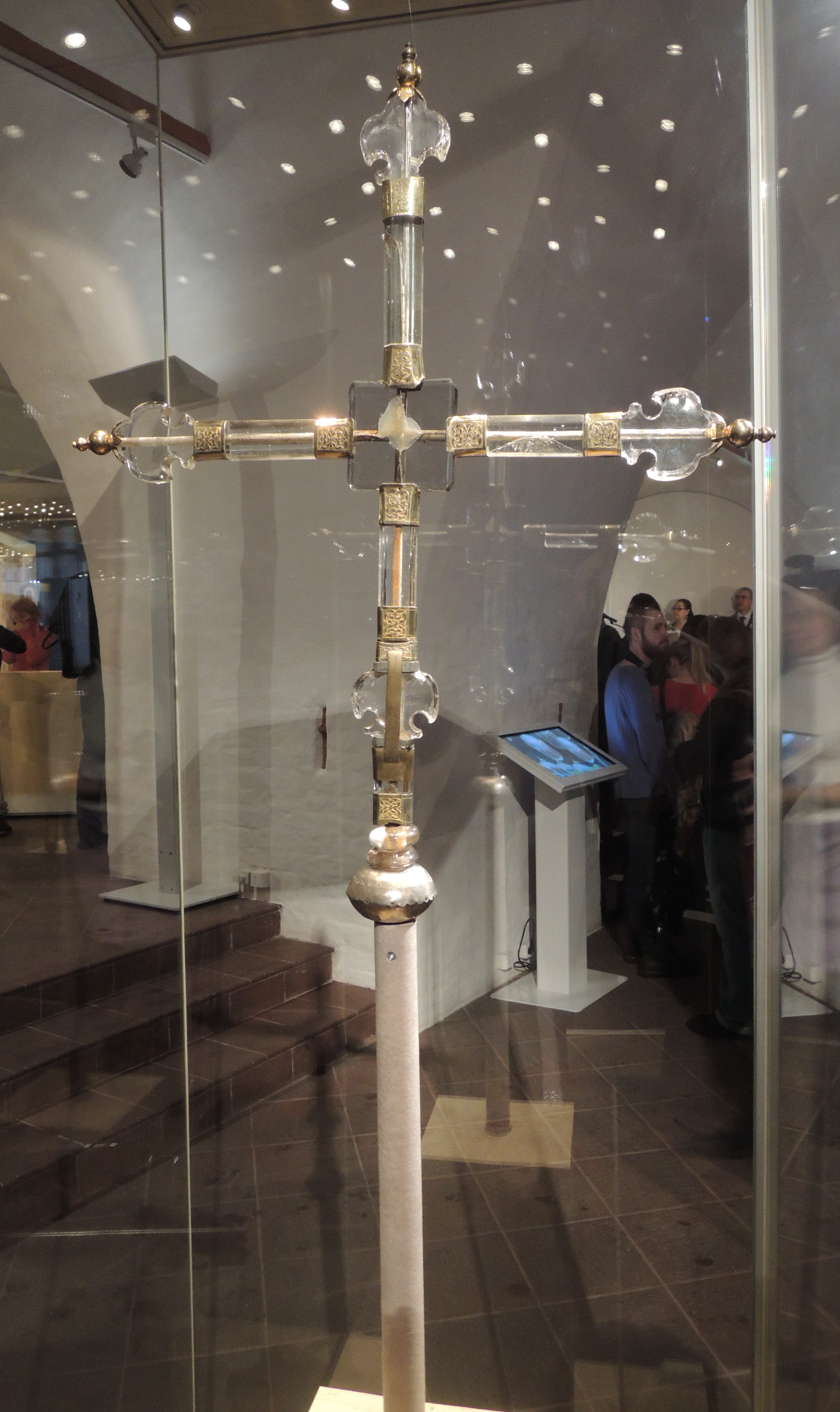
Корсунский крест (коллекции Московского Кремля)

В 1472 году, как особа весьма приближенная к великому князю, принимал участие во встрече византийской принцессы Зои Фоминичны Палеолог, будущей жены Ивана III Васильевича. Вместе с великокняжеской невестой на Русь приехал папский легат (так как Зоя до этого проживала в Ватикане на попечении папы римского Сикста IV). Еще в Пскове был отмечен его подчеркнуто необычный облик, его демонстративное желание не следовать русским обычаям и обрядам («не имея же поклонения к святым иконам, и креста на себе рукою не перекрестяся, и в дому святой Троицы только знаменася… и то по повелению царевне»). Однако в этом не было ничего странного — папский легат и нунций Антонио Бонумбре вел себя в православной стране сообразно своему сану и положению, выполняя возложенную на него важную политическую и идеологическую миссию. Папская курия намеревалась использовать установление отношений с Русским государством для пропаганды своей идеологии в целях приобщения «варварской» страны к влиянию «просвещенного» католического Запада. Поведение папского легата вызвало в Москве решительный отпор. Узнав, что перед легатом «крыж несут» (католический крест) по католическому обряду, великий князь обратился за разъяснениями к митрополиту Филиппу, который категорически потребовал запретить какую-либо пропаганду католицизма на Русской земле. Тогда Иван III « посла к тому легатосу, чтоб не шел пред ним крыж». Навстречу легату был отправлен Фёдор Хромой с приказом, «крыжи у легатоса отнявши, да в сани положити». Встретив кортеж Зои Палеолог в 15 верстах от Москвы, Фёдор Хромой в точности исполнил возложенное на него ответственное поручение (см. Корсунский крест#Крест из Кремля).
В том же 1472 году Фёдор Давыдович Хромой получил боярство и участвовал в отражении нашествия хана Большой орды Ахмата в районе Алексина. В 1475 году участвовал в «походе миром» великого князя на Великий Новгород. В мае 1477 года принял участие вместе с боярином Иваном Борисовичем Морозовым-Тучком в переговорах с новгородцами о дальнейшей их судьбе.
Осенью 1477 года боярин Ф. Д. Хромой участвовал в третьем походе великого князя московского Ивана III Васильевича на Новгородскую республику, командуя отдельным отрядом, по льду перешёл Ильмень и в одну ночь занял все окрестности города. В 1470-х годах в качестве боярина присутствовал на суде великого князя по местническим вопросам. Около 1471—1482 гг. ему докладывались купчие грамоты. Ок. 1473 — 1485 годов присутствовал на докладах у великого князя Ивана III.

## Киновоплощения
- Телесериал «София» — Николай Козак